# 岸本忠三
岸本 忠三（きしもと ただみつ、1939年（昭和14年）5月7日 - ）は、日本の免疫学者。小泉内閣の総合科学技術会議議員として選択と集中・研究者雇用の任期制転換を推進した。インターロイキン-6（IL-6）の発見者であり、免疫学の世界的権威として知られる。
大阪府富田林市生まれ。文化功労者、文化勲章受勲。大阪大学名誉教授、第14代大阪大学総長。医学博士（大阪大学・1969年）。

## 経歴
1964年大阪大学医学部卒業、第三内科（山村雄一教授）に大学院生として入局。1970年から4年間米国ジョンズ・ホプキンス大学留学。帰国後、第三内科助手、1979年医学部病理病態学教授、1983年細胞工学センター教授を経て1991年より第三内科教授。この間一貫して免疫学の研究にとりくみ、Bリンパ球増殖、分化機構を解明し、平野俊夫とともにインターロイキン6(IL-6)を発見する。その後、IL-6とその受容体、シグナル伝達、病気との関連等の一連の研究によりサイトカインに関するパラダイムを確立する。これらの業績に対し、朝日賞、恩賜賞・日本学士院賞をはじめ、内外の多くの賞を受けると共に、文化功労者、日本学士院会員、米国科学アカデミー外国人会員、文化勲章受章、ロベルト・コッホゴールドメダル（ドイツコッホ財団）受賞、クラフォード賞（スウェーデン王立科学アカデミー）等の栄誉を受けた。
1997年大阪大学総長に就任。2003年8月に総長職を退官。2004年1月から2006年6月まで総合科学技術会議議員に就任。2006年7月より大阪大学教授生命機能研究科に復帰、2007年4月より千里ライフサイエンス振興財団理事長に就任。同月、第27回日本医学会総会会頭を務める。2010年に神戸で開催された第14回国際免疫学会議では大会長を務めた。

## 科学技術政策への提言とその影響
岸本は2004年から2006年に小泉純一郎内閣の総合科学技術会議の議員として、科学技術政策・行政への提言を行った。議員の構成は小泉総理大臣を議長とする内閣の主要閣僚と岸本ら学識経験者がほぼ半々である。岸本ら民間議員の提言をもとに、内閣府による第3期科学技術基本計画（案）がまとめられた。そのポイントは、（１）社会・国民に支持され、成果を還元する、（２）投資の選択と集中、（３）科学技術人材の育成・強化、（４）構造改革による絶えざるイノベーションの創出、（５）総合科学技術会議の司令塔機能の強化、である。
このうち、「選択と集中」、「イノベーション創出」政策の一つが、基礎科学の研究推進を目的として 2007年に始まった「世界トップレベル研究拠点プログラム（WPI）」である。公募で選ばれた複数の研究拠点に科学研究費とは別枠の補助金を配分するもので、1拠点あたり年間7～14億円（最長で15年間）が支給された。岸本が所属する大阪大学免疫学フロンティア研究センターは、プログラム発足当初の2007年から2016年度までWPIの支援を受けたが、2017年度以降は製薬会社による資金を中心とする自主財源で運営されている。2024年現在も岸本は同センターで特任教授として活動している。
岸本が所属していた総合科学技術会議の提言により推進された「選択と集中」政策は、研究資金を「選ばれた」研究拠点に集中配分することで、一部の研究者や機関に利益をもたらす一方で、多くの研究者が直面する不透明な評価基準や競争的な環境に対して、十分なサポートが提供されていないという問題点が指摘された。
運営費交付金の漸減を定めた2004年の国立大学法人化と並んで、研究資金の過度の「選択と集中」政策というこれまでの研究投資のあり方が日本の研究力の地盤沈下につながったと考えている研究者は多い。ノーベル賞学者・大隅良典博士は「選択と集中」が新しい研究の芽を摘み、日本の研究力を弱体化したと考えている。2019年には日本学術会議が「第６期科学技術基本計画に向けての提言」を行い、過度の「選択と集中」について反省し、日本の学術の持続可能な発展を確保するには、各種のバランスのとれた資金配分が必要であることを指摘した。
研究費の集中配分と期限付きプロジェクトで雇用された研究者の増大により、任期制研究者の雇用不安が顕在化した。プロジェクト雇用の研究者を終身雇用としないための「10年ルール」は、研究者の雇い止め問題を浮き彫りにした。
こうした研究環境の変化が、日本の研究者の量と質を低下させ、研究力の後退を加速する一因となっている。国際的な調査では、日本発の論文の数量と質の低下が著しく、2024年には国際的なランキングでイランよりも下の13番目に後退する事態となった。
2015年、岸本は過去に「選択と集中」戦略を推し進める役割を担ったことについて語った。「教授は終身雇用では競争できず」と指摘し、競争原理を導入する場合、「きちんとした評価が前提になるが、往々にして日本の場合には正当な評価ができないことも問題」と述べた。さらに、「日本も教員などの任期制、競争的研究資金などをもっと導入し、人件費も研究費で賄うような形を入れていくべき」と主張した。

## 略歴
- 1958年3月 大阪府立富田林高等学校卒業
- 1964年3月 大阪大学医学部卒業
- 1969年3月 大阪大学大学院医学研究科内科系専攻博士課程修了　医学博士　学位論文は「免疫性グロブリンMの構造」
- 1970年 ジョンズ・ホプキンス大学研究員、客員助教授
- 1974年 大阪大学医学部助手
- 1979年 大阪大学医学部教授
- 1983年 大阪大学細胞工学センター教授
- 1991年 大阪大学医学部第三内科教授
- 1997年8月 大阪大学総長（第14代）
- 2003年 大阪大学大学院生命機能研究科教授
- 2004年 総合科学技術会議常勤議員
- 大阪大字免疫字フロンティア研究センター 免疫グループ 免疫機能統御学 主任研究者（2024年11月現在現職）

学会役職
- 1986年 - 1997年 日米医学免疫部会 会長
- 1986年 - 1992年 国際免疫学会連合 理事
- 1991年 - 1992年 日本免疫学会 会長
- 1991年 - 1994年 国際免疫薬理学会 会長
- 1994年 - 1995年 国際サイトカイン学会 会長
- 1997年 - 1998年 日本アレルギー学会 会長
- 1997年 - 日本臨床免疫学会 理事長

学外における役職
- 文部科学省中央教育審議会委員（第1期 - 第2期）
- 大阪ガス取締役（2007年6月28日より2013年6月末まで）
- 日本学士院会員（1995年より）
- 朝日賞選考委員（2008年度より）
- 財団法人持田記念医学薬学振興財団理事
- 財団法人加藤記念バイオサイエンス研究振興財団理事
- 公益財団法人千里ライフサイエンス振興財団理事長
- 財団法人細胞科学研究財団理事
- 財団法人高松宮妃癌研究基金学術委員* 財団法人かなえ医薬振興財団理事
- 財団法人山田科学振興財団理事
- 財団法人村田学術振興財団理事
- 財団法人東洋紡百周年記念バイオテクノロジー研究財団理事
- 財団法人三共生命科学研究振興財団評議員
- 財団法人臨床薬理研究振興財団評議員
- 財団法人朝日新聞文化財団理事
- 財団法人サントリー生物有機科学研究所理事

## 専門業績
インターロイキンなどのたんぱく質の構造を解明

## 学術賞
- 1982年（昭和57年）11月 - 第2回ベーリング・北里賞
- 1983年（昭和58年）10月 - 第1回大阪科学賞[15]
- 1986年（昭和61年）12月 - 第23回ベルツ賞1等賞[16]
- 1988年（昭和63年）11月 - 武田医学賞[17]
- 1988年（昭和63年）年度 - 朝日賞[18]
- 1990年（平成2年）11月 - 日本医師会医学賞
- 1991年（平成3年）10月 - 国際アレルギー学会賞
- 1992年（平成4年）6月 - 日本学士院賞・恩賜賞
- 1992年（平成4年）8月 - サンド免疫学賞(en)（国際免疫学会）
- 1996年（平成8年）9月 -  アベリー・ラントシュタイナー賞（ドイツ免疫学会）[19]
- 1999年（平成11年）5月 - ドナルド・セルディン賞（国際腎臓病学会）
- 2001年（平成13年）10月 - ロベルト・コッホ　ゴールドメダル（ドイツコッホ財団）[20]
- 2006年（平成18年）8月 - Honorary Lifetime Achievement Awards（国際サイトカイン学会）
- 2008年（平成20年）4月 - 日本リウマチ財団ワイス国際賞[21]
- 2009年（平成21年）5月 - クラフォード賞（スウェーデン王立科学アカデミー）（平野俊夫とともに日本人初、インターロイキン-1（IL-1）の発見者であるチャールズ・ディナレロとの共同受賞）[22][23]。
- 2009年（平成21年） -  産学官連携功労者表彰厚生労働大臣賞
- 2011年 （平成23年） - 日本国際賞（平野俊夫とともに、「生命科学・医学」分野での、「インターロイキン 6 の発見から疾患治療への応用」への貢献に対して[24]）
- 2017年（平成29年）2月 - キング・ファイサル国際賞
- 2019年（令和元年）9月 - 慶應医学賞
- 2020年（令和2年）6月 - 唐奨 バイオ医薬部門
- 2021年（令和3年）9月 - クラリベイト引用栄誉賞

## 栄誉・叙勲
- 1990年（平成2年）11月 - 文化功労者顕彰
- 1991年（平成3年）4月 - 米国国立科学アカデミー外国人会員
- 1992年（平成4年）4月 - 米国免疫学会名誉会員
- 1992年（平成4年）11月 - 富田林市名誉市民
- 1995年（平成7年）12月 - 日本学士院会員
- 1997年（平成9年）10月 - 米国国立科学アカデミー医学研究所外国人会員
- 1997年（平成9年12月 - 米国血液学会名誉会員
- 1998年（平成10年）11月 - 文化勲章
- 2001年（平成13年）2月 - Universidad Technologica de Santiago (UTESA) 名誉博士
- 2001年（平成13年）6月 - 国際歯科学会名誉会員
- 2003年（平成15年）6月 - マヒドン大学名誉博士
- 2004年（平成16年）11月 - Clemens von Pirquet Distinguished Professor, カリフォルニア大学デービス校
- 2005年（平成17年）12月 - ドイツ自然科学アカデミー・レオポルディーナ会員
- 2009年（平成21年）5月 - 吹田市長賞[25]

## 著書
- 「なぜかと問いかける内科学  岸本忠三教授の講義ノート』全3巻 中山書店 1995
- 「いのちの不思議 大阪大学新世紀セミナー」大阪大学出版会 2005
- 『免疫難病の克服をめざして』中山書店, 2012.11
- 『ライフサイエンスのトップランナー16人と語る 新版千客万来 (岸本忠三対談集)』千里ライフサイエンス振興財団, 2013.12
- 『岸本忠三第14代大阪大学総長回顧録』大阪大学共創機構社学共創本部アーカイブズ,飯塚一幸,菅真城編. 大阪大学出版会, 2018.3
- 『ライフサイエンスのフロンティアを拓く13の物語 (岸本忠三対談集 千客万来 3)』千里ライフサイエンス振興財団, 2018.8

### 共編著・監修
- 『免疫学』全5巻 渡辺武 平野俊夫ほか共編集. 中山書店, 1981-82
- 『岩波講座免疫科学 3  免疫担当細胞』渡辺武共編 岩波書店, 1986.3
- 『岩波講座免疫科学 1  免疫学入門』山村雄一共編 岩波書店, 1986.5
- 『現代免疫物語 花粉症や移植が教える生命の不思議』中嶋彰共著. 日本経済新聞社, 2000.11
- 『細胞生物学セレクテッドレビュー』1-2 西塚泰美共監修. 中山書店, 2001-04
- 『バイオの衝撃 ここまできたゲノム創薬&再生医療』監修 (B&Tブックス) 日刊工業新聞社, 2003.3
- 「現代免疫物語―花粉症や移植が教える生命の不思議」中嶋彰共著 講談社ブルーバックス 2007
- 『感染症と生体防御 新訂』河原和夫,岩本愛吉共編著. 放送大学教育振興会, 2008.3
- 『「抗体医薬」と「自然免疫」の驚異 新・現代免疫物語』中嶋彰共著  講談社ブルーバックス 2009.3
- 『免疫が挑むがんと難病 現代免疫物語beyond』中嶋彰共著  講談社ブルーバックス 2016.1